# Villaines-en-Duesmois
Villaines-en-Duesmois este o comună în departamentul Côte-d'Or, Franța. În 2009 avea o populație de 305 de locuitori.

## Evoluția populației
| An        | 1975 | 1982 | 1990 | 1999 | 2006 | 2009 |
| --------- | ---- | ---- | ---- | ---- | ---- | ---- |
| Populație | 328  | 292  | 258  | 251  | 295  | 305  |